# Aldebrő
Aldebrő é um município da Hungria, situado no condado de Heves. Tem 21,78 km² de área e sua população em 2015 foi estimada em 718 habitantes.